# Cát khai
Cát khai, trong khoáng vật học, là khuynh hướng vật liệu kết tinh có thể vỡ ra theo một mặt phẳng cấu trúc tinh thể học nhất định. Các mặt phẳng yếu này là kết quả của những vị trí tinh thể và ion có tính quy luật trong tinh thể, chúng tạo ra những bề mặt phẳng lặp lại mà chúng ta có thể quan sát được dưới kính hiển vi và bằng mắt thường.
Các khai có thể được miêu tả theo nhiều cách khách nhau, như cát khai hoàn toàn, không hoàn toàn; nếu xét theo 3 trục tinh thể học thông thường thì có thể chia ra: cát khai theo một phương, 2 phương và 3 phương.